# Ján Kollár

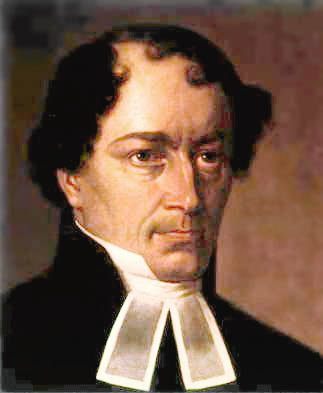
Ján Kollár.

Ján Kollár (Mošovce, 29 de julio de 1793 à – Viena, 24 de enero de 1852) fue un escritor y poeta eslovaco del Romanticismo, arqueólogo, científico y político. Fue uno de los primeros ideólogos del paneslavismo.

## Biografía
Estudió en un colegio evangélico de Bratislava, donde se ordenó sacerdote, y fue destinado a ejercer su servicio a Budapest. desde 1849 fue profesor en la Universidad de Viena. Desempeñó el cargo de consejero de gobierno del Imperio austrohúngaro en asuntos relacionados con Eslovaquia.
Kollár se distinguió por impulsar el movimiento nacionalista eslovaco y la idea del paneslavismo. Consideró que en las lenguas eslavas podían distinguirse cuatro grandes grupos: el ruso, el polaco, el checo-eslovaco y el serbocroata.
En 1974 se le dedicó un museo en su casa natal de Mošovce que sufrió en parte un incendio el 16 de agosto de 1863.

## Obra
Además de su poesía, escribió obras de interés científico y de arqueología. Sus obras más destacadas son:
- Slávy dcera (La hija de Sláva). En esta obra expresa sus sentimientos por una mujer que, al cabo, es personificación de la patria.
- O literární vzájemnosti mezi kmeny a nářečími slavskĭmi (Sobre la reprocidad literaria entre las tribus eslavas y las vernáculas).